# Nylanderia usambarica
Nylanderia usambarica is een mierensoort uit de onderfamilie van de schubmieren (Formicinae). De wetenschappelijke naam van de soort is voor het eerst geldig gepubliceerd in 2011 door LaPolla, Hawkes & Fisher.